# Рефлекторен телескоп
Рефлекторният телескоп е оптичен телескоп, който използва комбинация от вдлъбнати и изпъкнали (сферични, параболични или други осево-симетрични) и плоски огледала, за да отразява светлината. За разлика от рефлекторните, рефракторните телескопи използват лещи. Смята се, че първият рефлекторен телескоп е конструиран от италианския монах Николо Зуки през 1616 г., но той не успява да оформи достатъчно прецизно огледалата и се отказва от идеята.
Първият успешен модел на рефлекторен телескоп е направен от британския учен Исак Нютон през 1668 г. Той използва рефлекторния телескоп, за да разреши проблема с хроматичната аберация, сериозен недостатък на рефракторните телескопи. С въвеждането в употреба на ахроматични лещи качеството на рефракторните телескопи съществено се подобрява, но не може да достигне това при рефлекторните. Затова не се произвеждат лещови телескопи с голям диаметър – аберациите при формиране на образа правят по-голямото увеличение неизползваемо.